# اصغرات
اصغرات (به لاتین: Asgharat) یک منطقهٔ مسکونی در افغانستان است که در ولایت بامیان واقع شده‌است.